# Ligne 1 du tramway de Mostaganem
Pour les articles homonymes, voir Ligne 1.
La ligne 1 du tramway de Mostaganem est une ligne du tramway d'une longueur de 12,2 kilomètres desservant le quartier de la Salamandre, au sud de Mostaganem, en Algérie, et l'université au nord de la ville. La ligne croise notamment la ligne 2 à la gare.

## Tracé
La première ligne part du nord à Kharrouba en face de l'Université avant de continuer vers la cité ALN et à Zirout Youcef, La ligne 1 du tramway traverse ensuite le boulevard Dahra et dessert en correspondance avec la Ligne 2 l'ancienne gare SNTF, puis en allant plus au sud le tramway passe près du siège de la Wilaya de Mostaganem pour arriver enfin au quartier de Salamandre au terminus face au lycée Oukraf-Mohamed.
|  |   |  | Stations                                  | Communes desservies | Correspondance |
|  | - |  | ----------------------------------------- | ------------------- | -------------- |
|  | ■ |  | Kharrouba                                 | Mostaganem          |                |
|  | ● |  | Institut d’Éducation Physique et Sportive | Mostaganem          |                |
|  | ● |  | Cité Universitaire Karouba                | Mostaganem          |                |
|  | ● |  | Haï Es Salam                              | Mostaganem          |                |
|  | ● |  | Faculté de Médecine                       | Mostaganem          |                |
|  | ● |  | École de Protection Civile                | Mostaganem          |                |
|  | ● |  | Cité Universitaire Benyahia Belkacem 2    | Mostaganem          |                |
|  | ● |  | Cité Universitaire Benyahia Belkacem 1    | Mostaganem          |                |
|  | ● |  | Tijditt                                   | Mostaganem          |                |
|  | ● |  | Hôpital de Tijditt                        | Mostaganem          |                |
|  | ● |  | Armée de Libération Nationale             | Mostaganem          |                |
|  | ● |  | Cité El Arsa                              | Mostaganem          |                |
|  | ● |  | Gare de Mostaganem                        | Mostaganem          | SNTF L2        |
|  | ● |  | Cité Khemisti                             | Mostaganem          |                |
|  | ● |  | Cité Cheikh Hamada                        | Mostaganem          |                |
|  | ● |  | Cité Gouaich Charef                       | Mostaganem          |                |
|  | ● |  | Cité Ben Djlidjel Kaddour                 | Mostaganem          |                |
|  | ● |  | Route du Port                             | Mostaganem          |                |
|  | ● |  | Cité Administrative                       | Mostaganem          |                |
|  | ■ |  | La Salamandre                             | Mostaganem          |                |